# Jo (serial telewizyjny)
Jo (fr. Le Grand, 2013) – francuski serial telewizyjny, wyprodukowany przez stację TF1. 

## Fabuła
Detektyw Jo Saint-Claira wraz z początkującym detektywem Bayardem rozwiązują najtrudniejsze sprawy związane z morderstwami. Pomagają mu także: koroner Angelique Alassane i ekspert kryminalistyczny Nicolas Normand. Nad wszystkim czuwa komisarz Dormont. 

## Obsada
- Jean Reno jako Joachim "Jo" Saint-Claire
- Tom Austen jako Marc Bayard
- Orla Brady jako Beatrice Dormont
- Jill Hennessy jako Karyn
- Heida Reed jako Adele Saint-Claire
- Chris Brazier jako Yannick Morin
- Celyn Jones jako Normand
- Wunmi Mosaku jako Angelique Alassane
- Eriq Ebouaney jako Amadou
- Joe Tucker jako Ed Duroc

## Spis odcinków
| Światowa premiera | Polska premiera | N/o | Angielski tytuł      |
| ----------------- | --------------- | --- | -------------------- |
|                   |                 |     |                      |
| SERIA PIERWSZA    |                 |     |                      |
|                   |                 |     |                      |
| 17.01.2013        | 25.01.2013      | 01  | Notre Dame           |
|                   |                 |     |                      |
| 24.01.2013        | 01.02.2013      | 02  | Pigalle              |
|                   |                 |     |                      |
| 31.01.2013        | 08.02.2013      | 03  | Place De La Concorde |
|                   |                 |     |                      |
| 07.02.2013        | 15.02.2013      | 04  | Les Invalides        |
|                   |                 |     |                      |
| 14.02.2013        | 22.02.2013      | 05  | Place Vendôme        |
|                   |                 |     |                      |
| 21.02.2013        | 01.03.2013      | 06  | Le Marais            |
|                   |                 |     |                      |
| 28.02.2013        | 08.03.2013      | 07  | The Opera            |
|                   |                 |     |                      |
| 07.03.2013        | 15.03.2013      | 08  | The Catacombes       |
|                   |                 |     |                      |